# Rivière Corner
Pour les articles homonymes, voir Corner.
La rivière Corner (en anglais : Corner River) est un affluent de la rivière Harricana, coulant dans le district de Cochrane, au Nord-Est de l'Ontario (Canada).